# Ulotaront
 (février 2025).
L'ulotaront (DCI ; codes de développement SEP-363856, SEP-856) est un antipsychotique expérimental qui fait l'objet d'essais cliniques pour le traitement de la schizophrénie et de la psychose liée à la maladie de Parkinson,. Ce médicament a été découvert grâce à une collaboration entre PsychoGenics Inc. et Sunovion Pharmaceuticals (qui a ensuite fusionné avec Sumitomo Pharma) en utilisant la plateforme de découverte de médicaments phénotypiques basée sur le comportement et l'IA de PsychoGenics, SmartCube.
L'ulotaront est en phase III des essais cliniques pour la schizophrénie, en phase II/III pour le trouble anxieux généralisé et le trouble dépressif majeur, tandis que son développement a été abandonné pour la narcolepsie et les troubles psychotiques.
Des recherches ont montré que l'ulotaront entraîne une réduction plus importante du score total PANSS par rapport à la valeur initiale que le placebo. Le traitement par ulotaront, par rapport au placebo, a également été associé à une amélioration de la qualité du sommeil. L'ulotaront a reçu la désignation de thérapie révolutionnaire en raison de son efficacité accrue et de ses effets secondaires considérablement réduits par rapport aux traitements actuels.

## Effets indésirables
Le profil des effets indésirables de l'ulotaront se distingue de celui des autres antipsychotiques, car son mécanisme d'action n'implique pas l'antagonisme des récepteurs de la dopamine dans le cerveau. Ce dernier est en effet responsable des troubles du mouvement induits par ces médicaments, tels que l'akathisie. Certains effets indésirables rapportés dans les essais cliniques préliminaires sont la somnolence, l’agitation, les nausées, la diarrhée et la dyspepsie.

## Pharmacologie

### Pharmacodynamie
Le mécanisme d’action de l'ulotaront dans le traitement de la schizophrénie n’est pas clair. Cependant, on pense qu'il s'agit d'un agoniste du récepteur 1 associé aux amines traces (TAAR1) et des récepteurs sérotoninergiques 5-HT1A,. Ce mécanisme d'action est unique parmi les antipsychotiques existants, qui agissent généralement en antagonisant les récepteurs de la dopamine, en particulier le récepteur D2,.
L'ulotaront est un agoniste complet du TAAR1 humain avec une  EC50 de 140 nM et une  Emax de 101,3 %. C'est également un agoniste partiel du récepteur de la sérotonine 5-HT1A (EC50 = 2 300 nM ; Emax = 74,7 %) et du récepteur de la sérotonine 5-HT 1D (EC50 = 262 nM; Emax = 57,1%). En revanche, son action sur d'autres cibles, notamment divers récepteurs de la sérotonine, ainsi que les récepteurs adrénergiques et dopaminergiques, est nettement moins marquée.
L'ulotaront diminue l'activité locomotrice basale chez les rongeurs et cet effet était absent chez les souris knockout TAAR1. Il empêche l'hyperlocomotion induite par l'antagoniste du récepteur NMDA, la phencyclidine (PCP),,. À l’inverse, l’ulotaront n’a pas eu d’effet sur l’hyperlocomotion induite par l'intermédiaire de la dextroamphétamine,. De même, il n’a pas inversé le comportement d’escalade induit par l'apomorphine.

### Pharmacocinétique
Le profil pharmacocinétique exact de l'ulotaront n'a pas été publié, mais son développeur indique que les données disponibles appuient une administration quotidienne.

## Recherche
En 2018, Sunovion, fabricant de l'antipsychotique lurasidone (Latuda), mène des essais cliniques sur l'ulotaront en collaboration avec la société de recherche préclinique PsychoGenics,,. La Food and Drug Administration américaine a accordé à l'ulotaront la désignation de thérapie révolutionnaire,. En plus de la schizophrénie, l'ulotaront est également étudié pour le traitement de la psychose associée à la maladie de Parkinson.
L'effet de l'ulotaront sur les symptômes négatifs de la schizophrénie a été évalué à l'aide de l'échelle brève des symptômes négatifs (BNSS).
En juillet 2023, la société pharmaceutique développant le médicament a annoncé que celui-ci n'avait pas démontré de supériorité par rapport au placebo dans le traitement des patients atteints de schizophrénie aiguë, selon les résultats mesurés par l'échelle PANSS.